# Solonetz

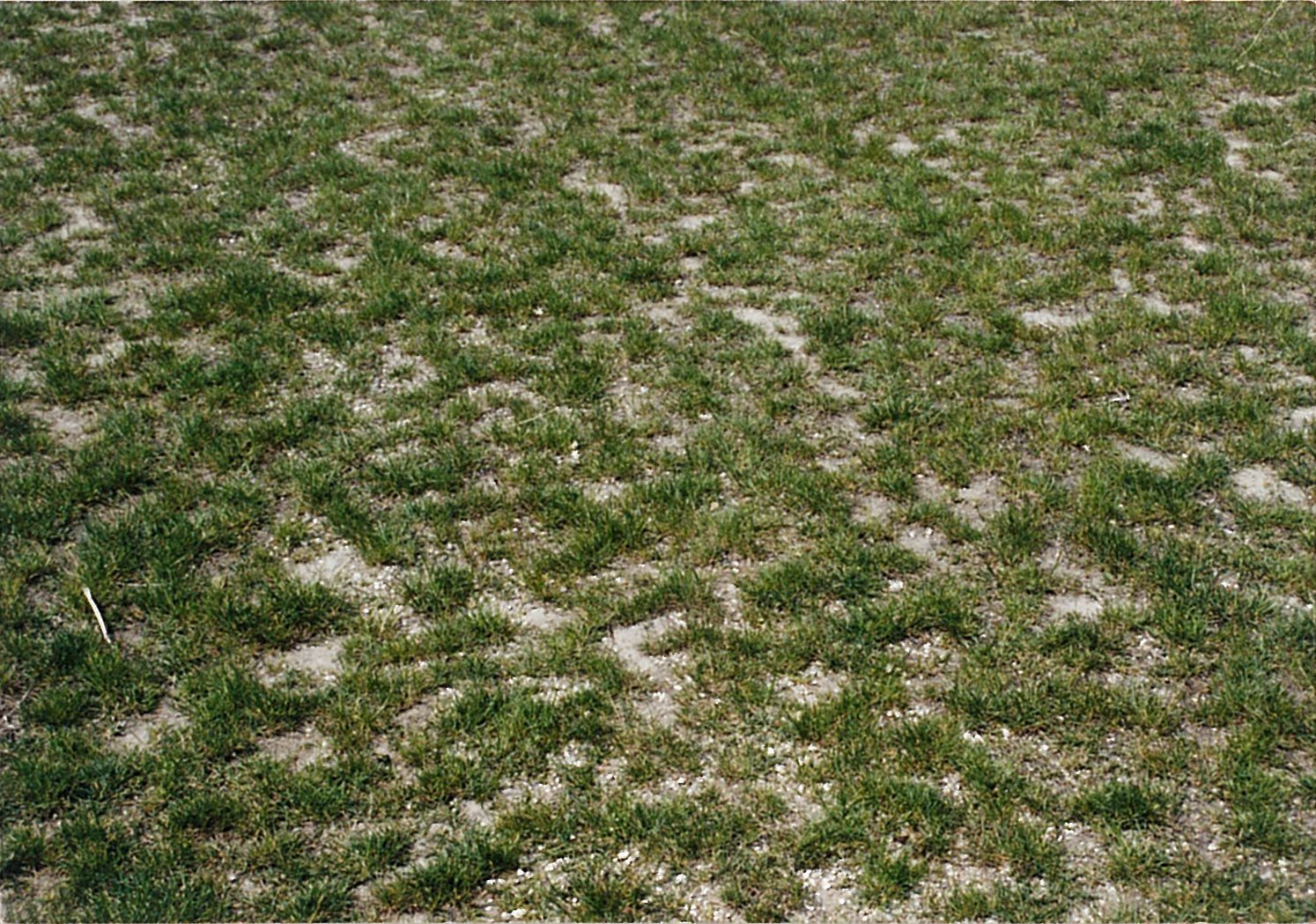
Végétation sur un solonetz à Podersdorf am See (Autriche).

Le solonetz (du russe : Солонец) est un type de sol riche en sodium avec accumulation d'argile en subsurface.
Les Solonetz sont un groupe de référence dans la Base de référence mondiale pour les ressources en sols.